# اولگا کوتلیاروا
اولگا کوتلیاروا (انگلیسی: Olga Kotlyarova؛ زادهٔ ۱۲ آوریل ۱۹۷۶) دونده دو نیمه‌استقامت، دونده، و ورزشکار دو و میدانی اهل روسیه است.